# Romeo Gutiérrez Núñez
Romeo Gutiérrez Núñez war ein uruguayischer Politiker.
Gutiérrez Núñez, der der Unión Cívica angehörte, saß in der 38. Legislaturperiode als stellvertretender Abgeordneter für das Departamento Montevideo vom 8. August 1960 bis zum 14. Februar 1963 in der Cámara de Representantes.